# Jarrell
Jarrell város az Amerikai Egyesült Államok Texas államában, Williamson megyében. Lakosainak száma 1753 fő (2020. április 1.).

## Népesség
A település népességének változása:

| 2010 | 984   |
| 2020 | 1 753 |